# Hans Lassen Martensen
Hans Lassen Martensen, född den 19 augusti 1808 i Flensburg, död den 3 februari 1884 i Köpenhamn, var en dansk teolog.

## Biografi
Martensen blev student 1827 och teologie kandidat 1832 och avlade alla sina examina med utmärkelse. Han var först en varm anhängare av Henrich Steffens och påverkades senare av Grundtvig och Mynster. År 1834 besvarade han universitetets teologiska prisuppgift och påbörjade därpå en tvåårig utrikes resa, då han besökte universiteten i Berlin, Heidelberg och München samt lärde känna den tidens mest framstående teologer och tänkare, såsom Steffens, Friedrich von Schelling, Marheineke, Daub och Baader. Under sin vistelse i Wien knöt han en nära vänskapsförbindelse med skalden Lenau. 
År 1837 blev Martensen teologie licentiat på en latinsk skrift om självmedvetandets autonomi, (översatt till danska 1841). Där kommer han med skarp kritik av de tyska filosofernas rationalism och ville påvisa att tänkandet ej skall vara religionens grund, utan att tron skall vara förutsättningen för religiös övertygelse. Martensen blev 1838 lektor i teologi vid Köpenhamns universitet, 1840 extra ordinarie och 1850 ordinarie professor samt 1840 hedersdoktor i teologi vid universitetet i Kiel.    
Genom sin vältalighet och framställningskonst samlade han som universitetslärare många beundrande åhörare samt utövade därigenom ett stort inflytande på det teologiska studiet i Danmark. Under intrycket av den hegelska filosofin framställde Martensen kristendomens sanningar i deras förhållande till den tyska filosofiska spekulationen, som just då var inflytelserik. Hans studium av medeltidens mystiker gör sig förmärkt i skriften Mester Eckart (1840; andra upplagan 1851), som vittnar om hans förtrolighet med medeltidens tyska mystiker. Ett besläktat ämne behandlade han långt senare (1881) i Jacob Böhme, theosofske Studier (översatt till svenska, engelska och tyska). 
År 1841 följde Grundrids til Moralphilosophiens System (tredje upplagan 1879; översatt till svenska – 1841, tredje upplagan 1879 – samt till tyska och holländska). Under det att hegelianismen småningom trädde i allt skarpare opposition mot kristendomen, hävdade tredje upplagan att "inte vetenskapen, inte teologin, utan endast tron är för oss alla det enda nödvändiga". Denna tanke uttalades i förordet till Den christelige Dogmatik (1849; femte upplagan 1904) och genomtränger hela detta arbete, som blivit översatt till svenska ("Den christeliga dogmatiken", 1849–50, andra upplagan 1852; ny översättning 1876), tyska (sex upplagor), engelska och franska samt i hela den protestantiska världen ansetts som ett huvudarbete i systematisk teologi.   
Från ortodox sida kan invändningar göras mot Martensens sätt att behandla vissa dogmer. Då han i sin utveckling av trosläran tillika sökte uppvisa förnuftsgrunder för trons sanningar, rönte han starkt motstånd av Søren Kierkegaard och hans lärjungar, i synnerhet Rasmus Nielsen, och svarade med Dogmatiske Oplysninger (kom i två upplagor 1850; "Dogmatiska upplysningar", samma år). Redan tidigare hade han med sin skrift Den christelige Daab, betragtet med Hensyn paa det baptistiske Spørgsmaal (1843; "Det christliga dopet, betraktadt med afseende på den baptistiska frågan", 1847) framkallat en motskrift av Magnus Eiriksson. 1845 blev Martensen kunglig hovpredikant och vann som predikant samma anseende som han redan förvärvat i egenskap av universitetslärare.    
Åren 1847–1881 utkom nio samlingar Prædikener (tillsammans 183), bland vilka en (12 predikningar) bär titeln Christi Lidelseshistorie ("Christi lidandes historia", 1873). Därjämte utgav han en fullständig postilla, Prædikener for alle Søn- og Helligdage (1878, andra upplagan 1885; "Predikningar på alla sön- och högtidsdagar under året", 1879). Därutöver utgavs många av Martensens predikningar på svenska, dels en och en, dels i samlingar, av vilka tre utkom redan 1848–1852 och den senaste, "Till daglig uppbyggelse", strax efter hans död 1884. Åren 1860–1882 utgav Martensen tre samlingar Taler ved Præstevielse (61 stycken; översatta till tyska, "Hirtenspiegel"); vidare kom 1884 en samling Lejlighedstaler (43 stycken).    
Redan 1851 uppmanades han att bli biskop i Slesvig, men avslog anbudet, närmast på grund av att han ogillade de då nya bestämmelserna om kyrkospråket i Angeln. Men 1854 utnämndes han till biskop över Själlands stift med förbigående av  H.N. Clausen, som var äldre professor samt av många, även av Fredrik VII själv, ansågs ha större meriter. År 1865 blev Martensen dessutom konfessionarius hos det nya kungahuset, med vilket han var nära förbunden. Då han i ett minnestal skildrat företrädaren, J.P. Mynster, som ett "sanningsvittne", framkallade han (1854) Kierkegaards stränga tadel och våldsamma angrepp på hela "den officiella kristendomen", men gav blott ett avvisande svar och fäste inte heller något avseende vid Nielsens fortsättning av polemiken. År 1867 bemötte han dock dennes upprepade anfall mot teologin som vetenskap, i skriften Tro og Viden.    
Även med Grundtvig och dennes vänner kom Martensen i en liknande strid, genom sina uppsatser I Anledning af pastor Grundtvigs Oplysninger om Alterbogsdaaben (1856–57) och ännu mera genom skriften Til Forsvar mod den saakaldte Grundtvigianisme (1863, sjätte upplagan 1874; "Till försvar emot den s. k. grundtvigianismen", 1863). Som biskop utövade Martensen ett stort inflytande, i synnerhet på prästerskapet. I kyrkliga frågor hyste han avgjort konservativa åsikter. 1867 motsatte han sig med mycken styrka, men utan framgång, valmenighetslagen och tog gång efter annan till orda mot den riktning, som ville ge kyrkostyrelsen demokratisk grundval, i det att han avgjort framhöll biskoparna som kyrkans rätta ledare, utan att akta på, att dessa tillsattes av regeringen och alltså kunde, som till exempel han själv, ha rent politiska förhållanden att tacka för sin utnämning.    
Redan 1851 hade han i en flygskrift framhållit folkkyrkans krav på egen författning, oberoende av riksdagen, och denna uppfattning gjorde han gällande även som medlem av kyrkokommissionerna 1854 och 1868. Martensens sista och utan tvivel betydelsefullaste verk var Den kristelige Ethik, vars första, "allmänna", del utkom 1871 (femte upplagan 1884) och tredje, "Social Ethik", 1878 (tredje upplagan 1879). Detta arbete översattes till tyska, engelska och svenska ("Den kristliga ethiken. Den allmänna delen", 1873, "Den speciella delen", 1879). Den sista delen, som strängt fördömer samtidens frisinnade utveckling och ensidigt framhåller konungadömet av Guds nåde samt en på ständer och korporationer byggd samhällsordning, framkallade en skarp motskrift av biskop Monrad.    
Ett hithörande särskilt ämne behandlade Marten i Socialisme og Kristendom (1874). Åren 1882–1883 utkom Af mit Levned (3 band; "Ur min lefnad", 1885), som väckte mycken ovilja genom där förekommande skarpa utfall mot Fredrik VII och sitt fördömande av danska regeringens åtgärder i fråga om kyrko- och skolärenden i Mellan-Slesvig. Han räckte nämligen därvidlag tyskarna handen, emedan han ogillade den iver, som 1850–1863 visades för danska modersmålets "naturliga rätt" med åsidosättande av tyskhetens traditionella försteg. I januari 1884 anhöll Martensen om avsked som biskop från den 15 april, trettioårsdagen av hans utnämning, men dog ett par veckor senare. År 1885 utgavs postumt Martensens Mindre Skrifter og Taler. År 1888 restes hans byst vid Vor Frue kirke i Köpenhamn.

## Svenska översättningar (i urval)
- Moralfilosofiens system (översättning Carl Julius Lénström, Stockholm, 1841)
- Det christliga dopet, betraktadt med afseende på den baptistiska frågan (Den christelige Daab: betragtet med Hensyn paa det baptistiske Spørgsmaal) (översättning C.M. Fallenius, Bagge, 1847)
- Predikningar. Samling 1–3 (1848–1849, 1852) [Samling 3 översatt av Th. Wensjoe]
- Den christeliga Dogmatiken (Den christelige Dogmatik) (översättning Th. Wensjoe, Mariestad: P.W. Karström, 1849)
- Den kristliga ethiken (anonym översättning?, Huldberg, 1873–1879)
- Den kristliga dogmatiken (Den christelige Dogmatik) (anonym översättning?, Lundequistska bokhandeln, 1876)
- Ur min lefnad (Af mit Levnet) (översättning O. W. Lemke, Visby, 1885)
- Stjärnevärlden och vår tro: en undersökning av den moderna världsbilden och dess förhållande till kristendomen (Stjerneuniverset og vor tro) (översättning E.N. Söderberg, Lindblad, 1915)
- Jairi dotter: fridlysta minnen från den eviga striden mellan liv och död (översättning Anna Alm, Diakonistyrelsen, 1923)
- Spiritismens bländverk och själsdjupets gåtor (översättning Manne Eriksson, Lindblad, 1924)
- Om döden och de döda: ett försök (Om døden og de døde: et forsøg) (Svenska kyrkans diakonistyrelse, 1925–1927)